# Iglesia de San Pedro (Binéfar)
La iglesia parroquial de San Pedro Apóstol, situada en Binéfar (Provincia de Huesca, España), es de estilo gótico, aunque sufrió una reforma y ampliación en el siglo XVIII. 

## Arquitectura
El edificio combina los elementos góticos con partes realizadas en estilo barroco, producto de dos fases constructivas bien diferenciadas que determinan también los elementos utilizados. Así, mientras la iglesia gótica está construida en sillería, las ampliaciones barrocas utilizaron el ladrillo visto. 
Tiene planta rectangular y está formada por tres naves, crucero, ábside con capillas, coro y torre. Esta última se sitúa a los pies, en el lado norte del atrio; es de planta octogonal y consta de cuatro cuerpos separados por impostas, rematados por un casquete bulboso que se añadió en la reforma barroca. 

La nave principal se divide en tres tramos y está cubierta por bóvedas góticas de crucería estrellada, cuyos nervios apean en un entablamento barroco con un voluminoso escalonamiento de molduras, sostenido por pilastras adosadas rematadas por capiteles corintios. Las naves laterales, más estrechas y bajas que la central, corresponden a la época barroca y están igualmente divididas en tres tramos que se cubren mediante pequeñas cúpulas. La portada de la iglesia es un ejemplar singular de gótico flamígero, único en Aragón. 

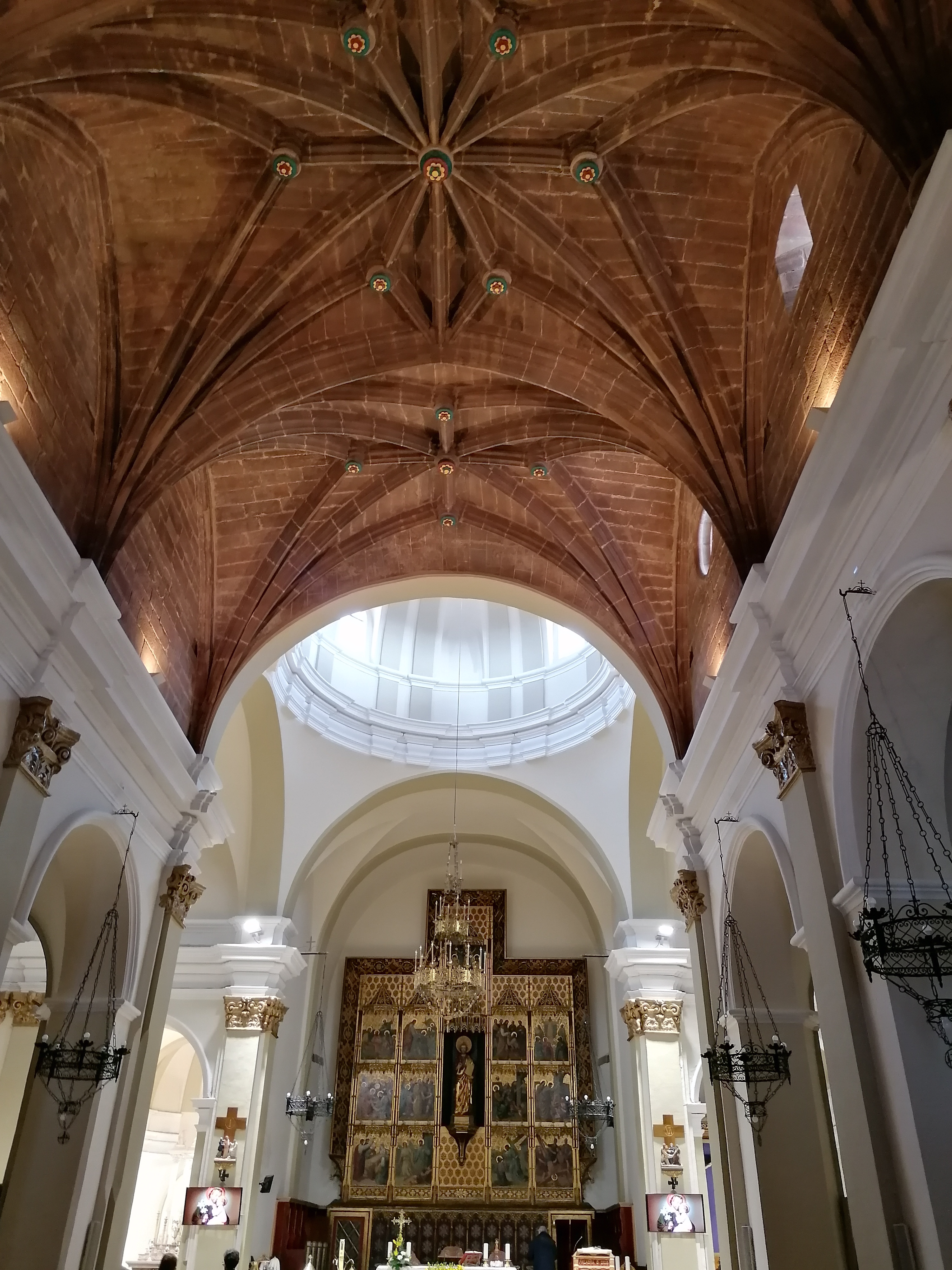
Interior de la iglesia de San Pedro Apóstol, Binéfar

## Historia
Su construcción comenzó en 1462, posiblemente sobre otra iglesia románica anterior. Albergó importantes obras de arte como el retablo mayor cuya parte escultórica fue encargada a Damián Forment. También contó con dos obras del pintor renacentista italiano Tomás Peliguet: Jesús ante Caifás y Martirio de dos santos, datadas hacia 1540 . Por otra parte, en 1627 el concejo binefarense encargó al escultor zaragozano Antón Franco un retablo de madera dedicado a la Madre de Dios del Rosario.
La iglesia fue sede de Cortes Generales de Aragón, ya que en ella se concluyeron las convocadas por Felipe II en 1585, comenzadas en Monzón. Cuenta la tradición que este rey se quedó prendado de la belleza de las puertas que cerraban el altar durante los días de Semana Santa, mandando que fueran trasladadas al monasterio de El Escorial mientras sustituía las originales por otras de inferior calidad. 
La iglesia fue ampliada en la segunda mitad del siglo XVIII , posiblemente para adecuarla a la importancia religiosa que adquirió tras los milagros atribuidos a la imagen que albergaba del Santo Cristo durante la guerra de los Segadores. Esta ampliación fue encargada al maestro de obras José Burría. 
Durante la Guerra Civil desapareció su rico patrimonio y el retablo que ahora la preside, inspirado en el anterior de Damián Forment, es obra de los hermanos zaragozanos Albareda. En las últimas décadas ha sido objeto de diversas actuaciones de embellecimiento, conservación y reparación.